# Fort Qu'Appelle
Fort Qu'Appelle è un comune del Canada, situato nella provincia del Saskatchewan, nella divisione No. 6.